# 2920 Automedon
2920 Automedon este un asteroid descoperit pe 3 mai 1981 de Edward Bowell.